# AKIHIDE
AKIHIDE（アキヒデ、1977年7月5日 - ）は、日本のギタリスト、シンガーソングライターであり、BREAKERZのギタリストである。本名は佐藤 彰秀（さとう あきひで）。愛称は、AKI様、あっきー、あきさん。所属芸能事務所はZAIN ARTISTS。所属レコード会社はビーイング、所属レーベルはZAIN RECORDS。

## 略歴
- 1998年9月、エイベックス所属のロックバンド・FAIRY FOREに加入、2003年9月まで在籍する。
- 2003年12月に元JZEILのベーシスト・日寿、元PlatinA Forestのドラマー・本木誠と共にNEVER LANDを結成。インディーズで活動していたが、2007年1月31日に解散。
- 2007年、DAIGO、SHINPEIと共にBREAKERZを結成。また同時期より2012年頃までAcid Black Cherryのサポートメンバーとして参加。「愛してない」や「冬の幻」など、多くの楽曲のレコーディング及びミュージック・ビデオにも参加した。
- 2013年2月27日、NHKホールにて行われた全国ツアー「BREAKERZ LIVE TOUR 2013 "BEST" -HALL COLLECTION-」追加公演の終演後、AKIHIDE名義でのソロアーティストとしての活動も開始することを発表[1][2][3]、6月5日にアルバム『Amber』でソロデビュー[4][5][6][7]。
- 2013年「AKIHIDE Premium Night Show “Lapis Lazuli”」にて、自身初のジャズクラブでの公演を実現。以降、定期的にジャズクラブでの公演を開催（名古屋ブルーノート、Billboard Live OSAKA、Motion Blue yokohama など）

## 人物
- 中学生の時に叔父からエレキギターをもらったことをきっかけにギターにのめり込む。
- 近年はソロミュージシャンとして、アコースティックサウンド・インストミュージック、ジャズにも傾倒し、多くのセッション・イベントに参加するなどいちソロプレイヤーとしても活躍している。
- 音楽以外にもアートデザイン・詩・イラスト作画など、あらゆる芸術表現を用いた創作活動を行い、自身のソロ作品のデザイン監修・ライブグッズデザインや書籍発行まで多彩にこなす。

## 作品

### アルバム

#### オリジナルアルバム
| #   | 発売日         | タイトル                                 | 規格                                                                                                 | 規格品番                                          | 最高位 |
| --- | -------------- | ---------------------------------------- | --- | ------------------------------------------------- | ------ |
| 1st | 2013年6月5日   | Amber                                    | 初回限定盤（CD+DVD） 通常盤（CD）                                                                    | ZACL-9063 ZACL-9064                               | 18位   |
| 2nd | 2013年10月30日 | Lapis Lazuli                             | 初回限定盤（CD+フォトブックレット） 通常盤（CD）                                                     | ZACL-9067 ZACL-9068                               | 24位   |
| 3rd | 2014年5月14日  | RAIN STORY                               | 初回限定盤（CD+DVD） 通常盤（CD）                                                                    | ZACL-9075 ZACL-9076                               | 20位   |
| 4th | 2015年2月18日  | 月と星のキャラバン                       | Musing限定盤（2CD+DVD） 通常盤（CD）                                                                 | ZACF-9005 ZACL-9081                               | 57位   |
| 5th | 2016年3月23日  | ふるさと                                 | 初回限定盤スペシャルパッケージ（CD+DVD+フォトブックレット） 通常盤（CD）                             | ZACL-9089 ZACL-9090                               | 66位   |
| 6th | 2018年6月20日  | 機械仕掛けの遊園地 -Electric Wonderland- | 初回限定盤（CD+絵本+DVD） 通常盤（CD+絵本）                                                          | ZACL-9104 ZACL-9105                               | 47位   |
| 7th | 2020年1月15日  | 星飼いの少年                             | 初回限定盤（2CD+ブックレット+スペシャルフォトブック&セルフライナーノーツ） 通常盤（CD+ブックレット） | ZACL-9112/3 ZACL-9114                             | 30位   |
| 8th | 2020年11月25日 | LOOP WORLD                               | 初回限定盤 (2CD+ストーリーブック) 通常盤（CD）                                                       | ZACL-9118/9 ZACL-9120                             | 55位   |
| 9th | 2022年10月26日 | UNDER CITY POP MUSIC                     | 初回限定盤 (2CD) 通常盤（CD）                                                                        | ZACL-9129/30 ZACL-9131                            | TBA    |
| 9th | 2023年10月18日 | Three Stars                              | 初回限定盤A (CD+Blu-ray) 初回限定盤B (CD+Blu-ray) 通常盤（CD）                                       | ZACL-9133/ZAXB-9133 ZACL-9134/ZAXB-9134 ZACL-9135 | TBA    |

### 映像作品
| #   | 発売日       | タイトル                               | 規格              | 規格品番    | 最高位 |
| --- | ------------ | -------------------------------------- | ----------------- | ----------- | ------ |
| 1st | 2014年4月2日 | AKIHIDE LIVE 2013 "Amber×Lapis Lazuli" | 2DVD+フォトブック | ZABL-5022/3 | 27位   |

### 書籍
- ある日 ココロが欠けました（2012年2月28日、佐藤彰秀名義）[8]
- Life Book（2014年4月2日）[9]
- -つきのふね-（2016年11月2日）

連載
- ココロをさがして（2013年4月10日 - 2014年3月10日、TOWER PLUS+）
- ナミダストーリー（2014年4月10日 - 2015年3月10日、TOWER PLUS+）
- 月と星のキャラバン -After Days-（2015年4月10日 - 2016年3月10日、TOWER PLUS+）
- 想い出プラネタリウム（2016年5月10日 - 2017年3月10日、TOWER PLUS+）
- エレクトリックワンダーランド探訪記（2018年4月10日 - 2019年3月1日、TOWER PLUS+）
- 季節の栞 〜きせつのしおり〜（2019年4月1日 - 2020年4月1日、TOWER PLUS+）
- MOON SIDE THEATER PLUS+（2020年7月1日 - 2021年3月1日、TOWER PLUS+）
- ナミダ日記（2021年4月1日 - 、TOWER PLUS+）

### 楽曲提供
作詞
- Acid Black Cherry「KEDAMONO」- アルバム『Acid BLOOD Cherry』収録（2017年6月21日）

作曲
- 相川七瀬「BLUE KNIFE」- アルバム『7 seven』収録（2004年2月18日）

作曲・編曲
- 蓮花「LOTUS＊」- アルバム『星の羽ばたく夜は』収録（2019年1月23日）

## タイアップ
| 年     | 曲名               | タイアップ                                                           |
| ------ | ------------------ | -------------------------------------------------------------------- |
| 2013年 | 星の狂想曲         | チバテレ『MUSIC LAUNCHER』6月度エンディングテーマ                    |
| 2014年 | RAIN MAN           | 読売テレビ・日本テレビ系アニメ『名探偵コナン』エンディングテーマ     |
| 2014年 | RAIN MAN           | チバテレ『MUSIC LAUNCHER』5月度エンディングテーマ                    |
| 2015年 | 月と星のキャラバン | チバテレ『MUSIC LAUNCHER』2月度オープニングテーマ                    |
| 2020年 | 星追いの少女       | テレビ東京系『たけしのニッポンのミカタ!』2 - 3月度エンディングテーマ |

## ライブ

### 出演イベント
| 年     | タイトル                                                                       | 日程・会場                                                                                                  | 共演                                                                           |
| ------ | ------------------------------------------------------------------------------ | --- | ------------------------------------------------------------------------------ |
| 2014年 | BATTLE ROYALE ZEPP 2014 〜第1回 BREAKERZソロ報告会〜                           | 07月26日 東京・Zepp Tokyo                                                                                   | DAIGO / MUSCLE ATTACK                                                          |
| 2014年 | Being Guitar Summit Vol.2                                                      | 08月03日 愛知・ブルーノート名古屋 08月04日 大阪・Billboard Live OSAKA 08月08日 東京・ブルーノート東京       | 増崎孝司 / 五味孝氏 / 柴崎浩                                                   |
| 2015年 | Being Guitar Summit Vol.3                                                      | 08月12日 東京・ブルーノート東京 08月18日 大阪・BIG CAT                                                      | 増崎孝司 / 五味孝氏 / 柴崎浩 Guest : 徳永暁人 (大阪公演)                       |
| 2016年 | Being Guitar Summit Vol.4                                                      | 08月16日 愛知・名古屋ボトムライン 08月17日 大阪・Billboard Live OSAKA 08月25日 東京・ブルーノート東京       | 増崎孝司 / 五味孝氏 / 柴崎浩 Guest : 田川伸治 (東京公演)                       |
| 2016年 | Legend Guitarist 〜Electric Star〜                                             | 12月21日 東京・Zepp DiverCity TOKYO                                                                         | KOJI / Leda / RENO / you                                                       |
| 2017年 | Being Guitar Summit Vol.5                                                      | 08月23日 愛知・ブルーノート名古屋 08月24日 大阪・Billboard Live OSAKA 09月25日 神奈川・Motion Blue yokohama | 増崎孝司 / 五味孝氏 / 柴崎浩 Guest : 大田紳一郎 (大阪公演)                     |
| 2018年 | Legend Guitarist vol.3 〜Reunion〜                                             | 05月31日 東京・Zepp DiverCity TOKYO                                                                         | KOJI / Leda / RENO / you                                                       |
| 2018年 | Being Guitar Summit Vol.6                                                      | 08月08日 愛知・ブルーノート名古屋 08月10日 大阪・Billboard Live OSAKA 08月16日 東京・ブルーノート東京       | 増崎孝司 / 五味孝氏 / 柴崎浩 Guest : 大賀好修 (大阪公演) / 田川伸治 (東京公演) |
| 2018年 | Being Guitar Summit 2018 Extra Edition 〜Acoustic & Talk Special Live〜        | 08月09日 大阪・hills パン工場                                                                               | 増崎孝司 / 五味孝氏 / 柴崎浩                                                   |
| 2019年 | you’ve guitar a friend vol.3                                                   | 05月17日 神奈川・新横浜NEW SIDE BEACH!!                                                                     | you                                                                            |
| 2019年 | Being Guitar Summit Vol.7                                                      | 08月22日 大阪・Billboard Live OSAKA 08月23日 愛知・ブルーノート名古屋 08月28日 東京・神田明神ホール         | 増崎孝司 / 五味孝氏 / 柴崎浩                                                   |
| 2019年 | Being Guitar Summit 2019 Extra Edition 〜Acoustic & Talk Special Live〜        | 08月21日 大阪・hills パン工場 08月26日 東京・BLUES ALLEY JAPAN                                              | 増崎孝司 / 五味孝氏 / 柴崎浩                                                   |
| 2020年 | Being Guitar Summit Vol.8                                                      | 08月30日 東京・ブルーノート東京 08月31日 東京・ブルーノート東京                                             | 増崎孝司 / 五味孝氏 / 柴崎浩                                                   |
| 2021年 | 増崎孝司 presents『the Lounge』Special Edition 〜International Jazz Day 2021〜 | 04月30日 東京・COTTON CLUB                                                                                  | 増崎孝司 / 徳永暁人 / 岸田勇気 / 平陸 Guest : K                                |
| 2021年 | 増崎孝司 presents "the Lounge" Special Edition                                 | 06月24日 東京・ブルーノート東京 06月25日 東京・ブルーノート東京                                             | 増崎孝司 / 徳永暁人 / 小林岳五郎 / 平陸 Guest : 新浜レオン                     |
| 2021年 | Being Guitar Summit Vol.9                                                      | 09月30日 東京・ブルーノート東京 10月01日 東京・ブルーノート東京                                             | 増崎孝司 / 五味孝氏 / 柴崎浩                                                   |